# 乌克兰苏维埃第2集团军
乌克兰苏维埃第2集团军是俄国内战中蘇俄红军的一个集团军，组建于1919年4月15日，兵员来自“哈尔科夫方面部队集团”。起初该集团军隶属于乌克兰方面军，自4月27日起，该集团军隶属于南部方面军。1919年6月4日，该集团军被撤编，其兵员被转入南部方面军第14集团军。该集团军司令部设在第聂伯罗。